# Giro dell'Umbria 1986
Il Giro dell'Umbria 1986, quarantacinquesima edizione della corsa, si svolse il 2 agosto 1986 su un percorso di 216 km. La vittoria fu appannaggio dell'italiano Stefano Colagè, che completò il percorso in 5h23'00", precedendo i connazionali Roberto Pagnin e Palmiro Masciarelli.

## Ordine d'arrivo (Top 10)
| Pos. | Corridore           | Squadra                         | Tempo    |
| ---- | ------------------- | ------------------------------- | -------- |
| 1    | Stefano Colagè      | Dromedario-Laminox-Fibok        | 5h23'00" |
| 2    | Roberto Pagnin      | Malvor-Bottecchia               | s.t.     |
| 3    | Palmiro Masciarelli | Gis Gelati-Oece                 | s.t.     |
| 4    | Marino Amadori      | Ecoflam-Jollyscarpe             | s.t.     |
| 5    | Giuseppe Calcaterra | Atala-Ofmega                    | a 20"    |
| 6    | Emanuele Bombini    | Vini Ricordi-Pinarello-Sidermec | s.t.     |
| 7    | Pierino Gavazzi     | Atala-Ofmega                    | s.t.     |
| 8    | Moreno Argentin     | Sammontana-Bianchi              | s.t.     |
| 9    | Gianni Bugno        | Atala-Ofmega                    | s.t.     |
| 10   | Patrick Serra       | Ariostea                        | s.t.     |